# Jacobus (Pennsylvanie)
Pour les articles homonymes, voir Jacobus (homonymie).
Jacobus est un borough situé au centre du comté de York, en Pennsylvanie, aux États-Unis,. En 2010, il comptait une population de 1 841 habitants, estimée au 1er juillet 2020 à 1 851 habitants.Le borough est fondé en 1837 et incorporé le 29 novembre 1929.

## Démographie
Lors du recensement de 2010, le borough comptait une population de 1 841 habitants. Elle est estimée, en 2020, à 1 851 habitants.